# Hibari Misora
Hibari Misora (美空 ひばり?, Misora Hibari), pseudonimo di Kazue Katō (加藤 和枝?, Katō Kazue; Yokohama, 29 maggio 1937 – Tokyo, 24 giugno 1989), è stata una cantante e attrice giapponese.
È considerata una delle più grandi cantanti enka di ogni tempo. Fu insignita del titolo di Tesoro nazionale vivente per la sua conoscenza dello stile enka e fu la prima donna in Giappone a ricevere il People's Honour Award (国民栄誉賞?), assegnatole per il suo notevole contributo all'industria musicale.
Misora è stata anche una delle artiste musicali di maggiore successo in assoluto: alla sua morte, aveva registrato circa 1.200 canzoni ed aveva venduto 68 milioni di dischi. Dopo la sua morte, le vendite sono salite (al 2001) a più di 80 milioni.
Il suo canto del cigno Kawa no nagare no yō ni (川の流れのように?) è stato eseguito da numerosi artisti e orchestre in suo omaggio, tra cui I Tre Tenori, Teresa Teng, Mariachi Vargas de Tecalitlan e la Twelve Girls Band.

## Biografia

### Vita e carriera
Hibari Misora nacque a Yokohama, in Giappone. Il padre era pescivendolo, la madre casalinga. Misora mostrò talento musicale sin dall'infanzia, dopo aver cantato per suo padre ad una festa nel 1943. Egli investì una piccola fortuna, presa dai risparmi di famiglia, per far iniziare la carriera musicale della figlia, e nel 1945 ella debuttò in una sala di concerto a Yokohama, all'età di otto anni come 美空和枝, Misora Kazue, un nome proposto dalla madre.
L'anno dopo si esibisce ad una trasmissione alla radio nazionale NHK, e impressionò il compositore Masao Koga con la sua abilità canora. Egli la considerò un prodigio per il coraggio, l'intelligenza e la maturità emotiva di un adulto. Nei due anni seguenti diventò una cantante perfezionata e si esibì in sale da concerto con il tutto esaurito. La sua carriera discografica iniziò nel '49, a dodici anni, quando cambiò il proprio nome a Hibari Misora, e interpretò il film Nodojiman-kyō jidai (のど自慢狂時代?). Il film le diede fama in tutto il Giappone. Ella incise il primo singolo Kappa Boogie-Woogie per la Columbia Records lo stesso anno. La canzone ebbe grande successo, vendendo oltre 450 000 copie. In seguito registrò Kanashiki kuchibue, anch'essa con successo.
Da attrice, interpretò circa 160 film dal 1949 al 1971, e vinse numerosi premi. La sua rappresentazione in Tokyo Kiddo (1950), in cui interpreta un'orfana di strada, la rese il simbolo delle difficoltà e dell'ottimismo nazionale del Giappone del dopoguerra. Il suo terzo singolo di successo fu estratto dalla colonna sonora del film.
Come cantante, Misora diventò famosa per la sua esecuzione dell'Enka, una forma di musica popolare giapponese della prima parte del ventesimo secolo, ed era rinomata per le sue performance dal vivo - apprezzate per l'interpretazione sentita tipica di chi ha sofferto. Sebbene non capisse l'inglese, fece eccellenti registrazioni mantenendo gli standard del jazz americano.
Lungo tutta la sua carriera registrò più di 1401 canzoni, raggiungendo 1.8 milioni di vendite con la canzone "Yawara".
Nel 1973 Tetsuya Katō, fratello di Misora, fu accusato di avere attività connesse a una banda criminale. Sebbene la NHK non riconobbe nessuna connessione, Misora fu esclusa dal Kouhaku uta gassen per la prima volta in diciotto anni. Offesa da ciò, decise di rifiutare ogni apparizione alla NHK negli anni a venire.

### Morte
Problemi di salute la tormentarono nei suoi ultimi anni di vita. Nell'aprile del 1987, durante una prestazione a Fukuoka, Misora collassò improvvisamente. Immediatamente fu portata in ospedale e le fu diagnosticata una necrosi avascolare dovuta a un'epatite cronica. Fu ricoverata in un ospedale di Fukuoka, e mostrò segni di ripresa solo nell'agosto dello stesso anno. Nel mese di ottobre cominciò la registrazione di una nuova canzone che verrà effettuata in un concerto nell'aprile del 1988 tenutosi al Tokyo Dome. Nonostante il dolore lancinante alle gambe, eseguì un totale di 39 canzoni.
Il suo trionfo fu quello di essere di breve durata. Comunque, decenni di pesanti ubriacature indebolirono il suo fegato e le sue condizioni peggiorarono. Il 24 giugno 1989, dopo essere stata ricoverata in un ospedale a Tokyo, morì a causa di una polmonite all'età di 52 anni. La sua morte fu compianta da tutto il Giappone.
A partire dal 1990, con cadenza annuale, televisioni e stazioni radio suonano la sua canzone  "Kawa no nagare no yōni" (川の流れのように?), il giorno del suo compleanno, in segno di rispetto. In un sondaggio nazionale eseguito da NHK nel 1997, la canzone fu votata come la più grande canzone giapponese di tutti i tempi da più di dieci milioni di persone.

### Museo
Nel 1994 è stato aperto il Hibari Misora Museum a Arashiyama, Kyoto. Esso ripercorre la storia della vita di Misora con esposizioni multimediali, e contiene vari cimeli. Il museo è stato visitato da più di 5 milioni di persone, fino a quando fu chiuso ufficialmente il 30 novembre 2006, per permettere la prevista ricostruzione dell'edificio. Le mostre principali furono spostate nella sezione Shōwa period del Edo-Tokyo Museum fino a quando la ricostruzione fu terminata.
Il nuovo Hibari Misora Theater è stato aperto il 26 aprile 2008; vi si può acquistare un CD con una canzone inedita di Misora.

## Questione dell'ascendenza coreana
La stirpe di Hibari Misora è oggetto di controversia. Si pensa che avesse antenati coreani, e che lei e la sua famiglia avessero passaporti coreani. Altri contestano queste pretese ed in seguito allo studio dell'ascendenza dei suoi genitori, asseriscono che l'origine di Misora non è coreana, ma giapponese.

## Canzoni notevoli
- Kappa Boogie Woogie (河童ブギウギ, 1949)
- Kanashiki Kuchibue (悲しき口笛, 1949)
- Tokyo Kiddo (東京キッド, 1950)
- Omatsuri Mambo (お祭りマンボ, 1952)
- Ringo Oiwake (リンゴ追分, 1952)
- Minatomachi 13-banchi (港町十三番地, 1957)
- Yawara (柔, 1964)
- Kanashii Sake (悲しい酒, 1966)
- Makkana Taiyo (真赤な太陽, 1967)
- Aisansan (愛燦燦（あいさんさん）, 1986)
- Midaregami (みだれ髪, 1987)
- Kawa no nagare no yō ni (川の流れのように, 1989)

## Filmografia

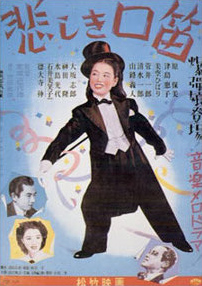
Poster di film giapponese per Kanashiki kuchibue (1949) che mostra Hibari Misora.

Hibari Misora apparve in 166 film:

### Anni '40
(Completa)
- Nodo jimankyō jidai (のど自慢狂時代) (1949)
- Shin-Tokyo ondo: bikkuri gonin otoko (新東京音頭 びっくり五人男) (1949)
- Odoru ryū kyūjō (踊る龍宮城, lett. "Il Palazzo del Drago Danzante") (1949)
- Akireta musume-tachi (あきれた娘たち) (1949)
- Kanashiki kuchibue (悲しき口笛, lett. "Fischiettando con tristezza") (1949)
- Odoroki ikka (おどろき一家) (1949)
- Home run kyō jidai (ホームラン狂時代, lett. "L'epoca della mania per gli home run") (1949)

### Anni '50
(Il 1950-1955 è completo)
- Hit Parade (ヒットパレード) (1950)
- Akogare no Hawaii kōro (憧れのハワイ航路) (1950)
- Hōrō no utahime (放浪の歌姫, lett. "La cantante girovaga") (1950)
- Mukō sangen ryōdonari continued: 3rd Story - donguri utagassen (続・向う三軒両隣 第三話 どんぐり歌合戦) (1950)
- Enoken no sokonuke daihōsō (エノケンの底抜け大放送) (1950)
- Mukō sangen ryōdonari continued: 4th Story - koi no mikeneko (続・向う三軒両隣 第四話 恋の三毛猫) (1950)
- Aozora tenshi (青空天使, lett. "L'angelo del cielo azzurro") (1950)
- Tokyo Kid (東京キッド) (1950)
- Sakon torimonochō: senketsu no tegata (左近捕物帖 鮮血の手型, lett. "La storia poliziesca di Sakon: l'impronta della mano insaguinata") (1950)
- Ōgon Batto: Matenrō no kaijin (黄金バット 摩天楼の怪人, lett. "Pipistrello Dorato: Lo straniero misterioso del grattacielo") (1950)
- Tonbo kaeri dōchū (とんぼ返り道中) (1950)
- Watashi wa josei no. 1 (1950) - nella parte di sé stessa, cortometraggio[18]
- Chichi koishi (父恋し) (1951)
- Uta matsuri: Hibari shichi henge (唄祭り ひばり七変化, lett. "Festival della canzone: il cambiamento rapido di Hibari") (1951)
- Naki nureta ningyō (泣きぬれた人形, lett. "La bambola bagnata di lacrime") (1951)
- Anba tengu: Kakubējishi (鞍馬天狗 角兵衛獅子) (1951)
- Haha wo shitaite (母を慕いて, lett. "Struggendosi per mamma")(1951)
- Hibari no komoriuta (ひばりの子守唄, lett. "La ninna nanna di Hibari") (1951)
- Anba tengu: Anba no himatsuri (鞍馬天狗 鞍馬の火祭) (1951)
- Ano oka koete (あの丘越えて, lett. "Dall'altra parte di quella collina") (1951)
- Yōki-na wataridori (陽気な渡り鳥) (1952)
- Anba tengu: Tengu kaijō (鞍馬天狗 天狗廻状) (1952)
- Tsukigata Hanpeita (月形半平太) (1952)
- Hibari no Circus: kanashiki kobato (ひばりのサーカス 悲しき小鳩, lett. "Il circo di Hibari: la piccola colomba triste") (1952)
- Ushiwakamaru (牛若丸) (1952)
- Futari no hitomi (二人の瞳) (1952)
- Ringo-en no shōjo (リンゴ園の少女, lett. "La ragazza del parco delle mele") (1952)
- Hibari-hime hatsuyume dōchū (ひばり姫初夢道中) (1952)
- Mita katakure! (三太頑れっ！) (1953)
- Hibari no utau tamatebako (ひばりの歌う玉手箱, lett. "Lo scrigno del tesoro che canta di Hibari") (1953)
- Shimai (姉妹, lit. "Sisters") (1953)
- Hibari no yōki-na tenshi (ひばりの陽気な天使) (1953)
- Hibari torimonochō: Utamatsuri happyaku yachō (ひばり捕物帳 唄祭り八百八町, lett. "La storia poliziesca di Hibari: il festival della Canzone dall'altra parte di Tokyo") (1953)
- Hibari no kanashiki hitomi (ひばりの悲しき瞳) (1953)
- Yama wo mamoru kyōdai (山を守る兄弟, lett. "I fratelli che proteggono la montagna") (1953)
- Ojōsan shachō (お嬢さん社長, lett. "La signora presidente della società") (1953)
- Misora Hibari no haru ha uta kara (美空ひばりの春は唄から, lett. "La primavera viene dalla canzone di Hibari Misora") (1954)
- Hiyodori sōshi (ひよどり草紙) (1954)
- La ragazza danzante di Izu (伊豆の踊子, Izu no odoriko) (1954), un adattamento cinematografico della storia La ragazza danzante di Izu di Yasunari Kawabata
- Uta shigura oshidori wakashū (唄しぐれ おしどり若衆) (1954)
- Seishun romance seat: Aozora ni owasu (青春ロマンスシート 青空に坐す)(1954)
- Bikkuri gojūsantsugi (びっくり五十三次, lett. "Le sorprendenti 53 stazioni del Tōkaidō") (1954)
- Yaoya Oshichi furisode tsukiyo (八百屋お七 ふり袖月夜) (1954)
- Wakaki hi wa kanashi (若き日は悲し)(1954)
- Uta goyomi Onatsu Seijūrō (歌ごよみ お夏清十郎) (1954)
- Shichihenge tanuki goten (七変化狸御殿, lett. "Il palazzo di Tanuki in rapido cambiamento") (1954)
- 大江戸千両囃子 (1955)
- 娘船頭さん (1955)
- 青春航路 海の若人 (1955)
- 歌まつり満月狸合戦 (1955)
- ふり袖侠艶録 (1955)
- たけくらべ (1955)
- ジャンケン娘 (1955)
- ふり袖小天狗 (1955)
- 笛吹若武者 (1955)
- 唄祭り 江戸っ子金さん捕物帖 (1955)
- (力道山物語 怒濤の男 Rikidōzan monogatari dotō no otoko) (1955)
- 旗本退屈男 謎の決闘状 (1955)
- 歌え！青春 はりきり娘 (1955)
- Romantic Daughters (ロマンス娘?, Romansu musume) (1956)
- On Wings of Love (大当り三色娘?, Ōatari sanshoku musume) nota anche come Big Hit Three Color Daughters (1957)
- Oatari Tanukigoken (大当り狸御殿?, Oatari Tanukigoken) (1958)

### Canzoni nei film
Le sue canzoni sono state incluse anche nelle colonne sonore di cinque film giapponesi:
- 七変化狸御殿(1954)
- ジャンケン娘 (1955)
- 天竜母恋い笠 (1960)
- 魚河岸の女石松 (1961)
- 花と龍 青雲篇 愛憎篇 怒濤篇 (1973)